# كريستيان سميث
كريستيان سميث (بالإنجليزية: Christian Smith)‏ (10 ديسمبر 1987 المملكة المتحدة - ) هو لاعب كرة قدم بريطاني يلعب كلاعب وسط.

## وصلات خارجية
كريستيان سميث على موقع قاعدة بيانات كرة القدم.إي يو (الإنجليزية)
- كريستيان سميث على موقع Soccerbase.com (لاعب) (الإنجليزية)
- كريستيان سميث على موقع Soccerway.com (الإنجليزية)